# Ángel Arocha
Ángel Arocha Guillén, plus connu comme Arocha, né le 24 juin 1907 à Chimiche (Santa Cruz de Tenerife, Espagne) et mort lors de la Guerre civile espagnole sur le front de Balaguer le 2 septembre 1938, est un footballeur espagnol qui jouait avec le FC Barcelone entre 1926 et 1933 au poste d'attaquant.

## Biographie

Le FC Barcelone, vainqueur de la Coupe d'Espagne de 1928. Debout : Forns (entr.), Mas, Castillo, Llorens, Walter, Guzmán, Carulla et Platko. Assis : Piera, Sastre, Samitier, Arocha et Sagi.

Arocha était très populaire entre les supporters du FC Barcelone en raison de son grand talent comme buteur : il marque 214 buts en 207 matchs.
Arocha a joué deux matchs avec l'équipe d'Espagne en inscrivant deux buts.
Après son étape au Barça, Arocha est recruté par l'Atlético de Madrid. Il meurt sur le front de Balaguer au cours de la Guerre civile espagnole alors qu'il est encadré dans la 53e ou 54e Division de l'armée franquiste.

## Palmarès
| Titre           | Club         | Pays    | Année |
| --------------- | ------------ | ------- | ----- |
| Coupe d'Espagne | FC Barcelone | Espagne | 1928  |
| Liga            | FC Barcelone | Espagne | 1929  |